# Manuel Antonio González Valenzuela
Manuel Antonio González Valenzuela (* 1783; † nach 1834) war ein chilenischer Politiker.
Von ihm sind kaum Daten überliefert. Bekannt ist lediglich, dass er vom 29. März
1823 bis zum 5. April 1823 nach dem Sturz von Bernardo O’Higgins die
Funktion des chilenischen Staatsoberhauptes eingenommen
hat. González bildete gemeinsam mit Juan Egaña Risco und Manuel Fernando Vásquez de Novoa y López de Artigas den Bevollmächtigten Kongress (Congreso Plenipotenciario), der
allerdings nach wenigen Tagen vom eigentlichen Machthaber Ramón Freire y Serrano wieder
abgelöst wurde, als dieser sich zum Director Supremo von Chile erklärte.
Siehe auch: Geschichte Chiles.